# Martin Kowalewski
Martin Kowalewski (* 9. Juni 1970 in Hofheim am Taunus) ist ein ehemaliger deutsch-polnischer Fußballspieler und heutiger Funktionär.

## Spielerkarriere

### Profidebüt in Darmstadt
Kowalewski wechselte in der C-Jugend vom SV Traisa zum SV Darmstadt 98.  Dort durchlief er die einzelnen Jugendmannschaften und debütierte beim seinerzeitigen Zweitligisten unter Trainer Klaus Schlappner am Ende der Spielzeit 1987/88 als Einwechselspieler für Guangming Gu beim 3:1-Heimerfolg gegen SG Union Solingen am vorletzten Spieltag im Profifußball. Die Mannschaft scheiterte damals in der Relegation zur ersten Bundesliga.
In der Saison 1988/89 kam er unter Trainer Werner Olk auf nur zwei Einsätze. Ab der Spielzeit 1989/90 setzte Dieter Renner auf ihn und kam auf 26 Zweitligaeinsätze und drei Einsätze im DFB-Pokal. Die Mannschaft erreichte Platz 16 in der Liga und das Achtelfinale im DFB-Pokal, scheiterte dort jedoch am MSV Duisburg. In der nächsten Saison kam er auf 28 Zweitligaspiele und erreichte Platz 17 mit der Mannschaft. Im DFB-Pokal schied die Mannschaft bereits in der ersten Runde gegen die Stuttgarter Kickers aus, wobei Kowalewski über die volle Spielzeit auf dem Platz stand. In der Saison 1991/92 spielte er 18 Zweitligaspiele und erreichte mit der Mannschaft in der Südstaffel den elften und damit vorletzten Platz. Dadurch folgte die Teilnahme an der Abstiegsrunde, wobei er in neun Partien auf dem Platz stand und schließlich mit seiner Mannschaft den zweiten Platz erreichte und die Liga hielt. In der nächsten Saison kam er auf 31 Zweitligaeinsätze. Als Tabellenletzter stieg die Mannschaft schließlich in die Oberliga Hessen ab.

### Wechsel zum FSV Frankfurt
Im Sommer 1993 wechselte Kowalewski zum Drittligisten FSV Frankfurt, mit dem er am Ende der Oberliga-Spielzeit 1993/94 als Drittligameister in die Aufstiegsrunde zur 2. Bundesliga einzog und sich dort als Gruppensieger vor dem SSV Ulm 1846 durchsetzte. In der Spielzeit 1994/95 erwiesen sich die Frankfurter als chancenlos und platzierten sich auf dem letzten Tabellenrang, wobei er in 26 Spielen zum Einsatz kam. Nach dem Abstieg rutschte der finanziell gebeutelte Klub auch in der Regionalliga Süd in den Abstiegskampf. Im Januar 1996 kündigte Kowalewski nach ausgebliebenen Gehaltszahlungen fristlos, wobei er bis dahin 18 Spiele in der dritten Liga spielte und sein erstes Profitor erzielte.

### Rückkehr nach Darmstadt
Wenige Tage nach seiner Kündigung beim FSV Frankfurt unterzeichnete Kowalewski einen Kontrakt bei seinem Ex-Klub Darmstadt 98. Bis zum Ende der Saison spielte er weitere elf Spiele in der Regionalliga Süd und erreichte mit diesen Platz 15. In der Saison 1996/97 kam er auf 15 Drittligaeinsätze und ein Tor, bevor er Ende 1996 zum US-amerikanischen Klub Orlando Sundogs wechselte, der in der zweithöchsten Spielklasse A-League antrat.

### Wechsel nach Amerika & erneute Rückkehr nach Darmstadt
In Amerika stand er in 25 Spielen an der Seite von Spielern wie Nino Da Silva, Sebastian Barnes oder Dionysius Sebwe auf dem Platz. Dort war er auch als Co-Trainer tätig, während er noch Spieler war. Am Ende der Spielzeit wurde der in finanzielle Schwierigkeiten geratene Verein von den Besitzern der Atlanta Ruckus übernommen, konnte jedoch keine geeignete Spielstätte finden und wurde somit vor Beginn der folgenden Spielzeit vom Spielbetrieb entfernt.
Im Oktober 1997 kehrte er zum SV Darmstadt 98 in die Regionalliga zurück und spielte dort 25 Partien. Zum Ende der Saison erreichten die Lilien Platz 16 und stiegen in die Oberliga ab. Im Mai 1998 beendete Kowalewski seine Karriere.

## Nach der Karriere
Bereits als Spieler begann Kowalewski im Dezember 1997 im Management und war dort bis Dezember 1999 tätig. Anschließend war er für einen Unternehmensberater tätig war.
Im Jahr 2001 wechselte er zum Hamburger Sportrechtevermarkter Sportfive, der aus einer Fusion aus UFA Sports und Sport+ entstanden war. Hier betreute er zunächst bis 2004 Hertha BSC und anschließend Eintracht Frankfurt. 
Ab 2007 war er für Bayer 04 Leverkusen zuständig und wurde 2009 von den Leverkusenern abgeworben, wo er dann als Marketingleiter arbeitete. Ab 2016 arbeitete er für die in Liechtenstein ansässige Sportagentur Sporteo, wo er als Mitglied der Geschäftsleitung tätig war. Seit Juli 2017 ist er ehrenamtlicher Gastdozent an der Hochschule Bonn-Rhein-Sieg und Mentor bei leAD Sports Accelerator. Ab März 2019 war er ein Jahr Geschäftsführer bei der Deutschen Volleyball Sport GmbH. 
Zum 1. März 2020 kehrte er als Geschäftsführer Marketing/Vertrieb zu Darmstadt 98 zurück.

## Ausbildung
Kowalewski studierte Sportwissenschaften an der Johann Wolfgang Goethe-Universität Frankfurt am Main und schloss dieses Studium als Diplom-Sportwissenschaftler ab. Zudem ist er Diplom-Sportmanager.